# Ханс Кристоф фон Клозен
Ханс Кристоф фон Клозен (на немски: Hans Christoph von Closen; † 7 юни 1549 в Герн, част от Егенфелден в Долна Бавария) е благородник от влиятелния стар баварски род фон Клозен.
Той е син на Ханс фон Клозен († 26 март 1527) и съпругата му Катарина фон Фраунберг († сл. 1521). Фамилията живее в дворец Герн (в Егенфелден) и служи на Вителсбахите.
Роднина е на Волфганг фон Клозен (* 1503; † 1561), епископ на Пасау (1555 – 1561). Внукът му Георг Кристоф фон Клозен (1573 – 1638) е издигнат на фрайхер през 1624 г. През 1738 и 1766 г. две линии на фамилията са издигнати на графове. Родът измира с Карл фон Клозен през 1856 г.

## Фамилия
Ханс Кристоф фон Клозен се жени ок. 1537 г. за Анна фон Ландау († 22 януари 1545, Герн), дъщеря на фрайхер Ханс Якоб фон Ландау († 24 май 1557) и София Шенк фон Шенкенщайн († 21 септември 1548). Те имат децата:
- Катарина фон Клозен († 1571, Вилфлинген), омъжена ок. 31 януари 1557/1558 г. в Менген за Албрехт Шенк фон Щауфенберг († 19 август 1593, Вилфлинген)[2]
- Ханс Якоб фон Клозен (* 1536; † 27 септември 1606, Герн), женен на 3 февруари 1567 г. за Розина Нотхафт фон Вернберг (* 20 септември 1545; † 17 ноември 1587, Герн), дъщеря на Хаймеран IV Нотхафт фон Вернберг (1511 – 1570) и Анна фон Шмихен († 1555); имат син:
  - Георг Кристоф фон Клозен (* 1573; † 13 февруари 1638, Герм), фрайхер, женен за фрайин Елизабет фон Гумпенберг (* 1577; † 6 септември 1636, Герн)